# Plac Frankfurcki w Słubicach
Plac Frankfurcki – jeden z placów w centralnej części Słubic. Nazwa placu pochodzi od graniczącego z miastem po stronie niemieckiej – Frankfurtu nad Odrą.

## Opis
Na placu znajduje się skwer zieleni i ławki ułożone w kształt okręgu. Przy placu Frankfurckim mieści się pasaż handlowy zwany „Lubuszem”.
Do placu przylegają bezpośrednio ulica Adama Mickiewicza (od zachodu) oraz ul. Ignacego Daszyńskiego i Dąbrówki (od południa). 
Na placu stanął pierwszy na świecie Pomnik Wikipedii.

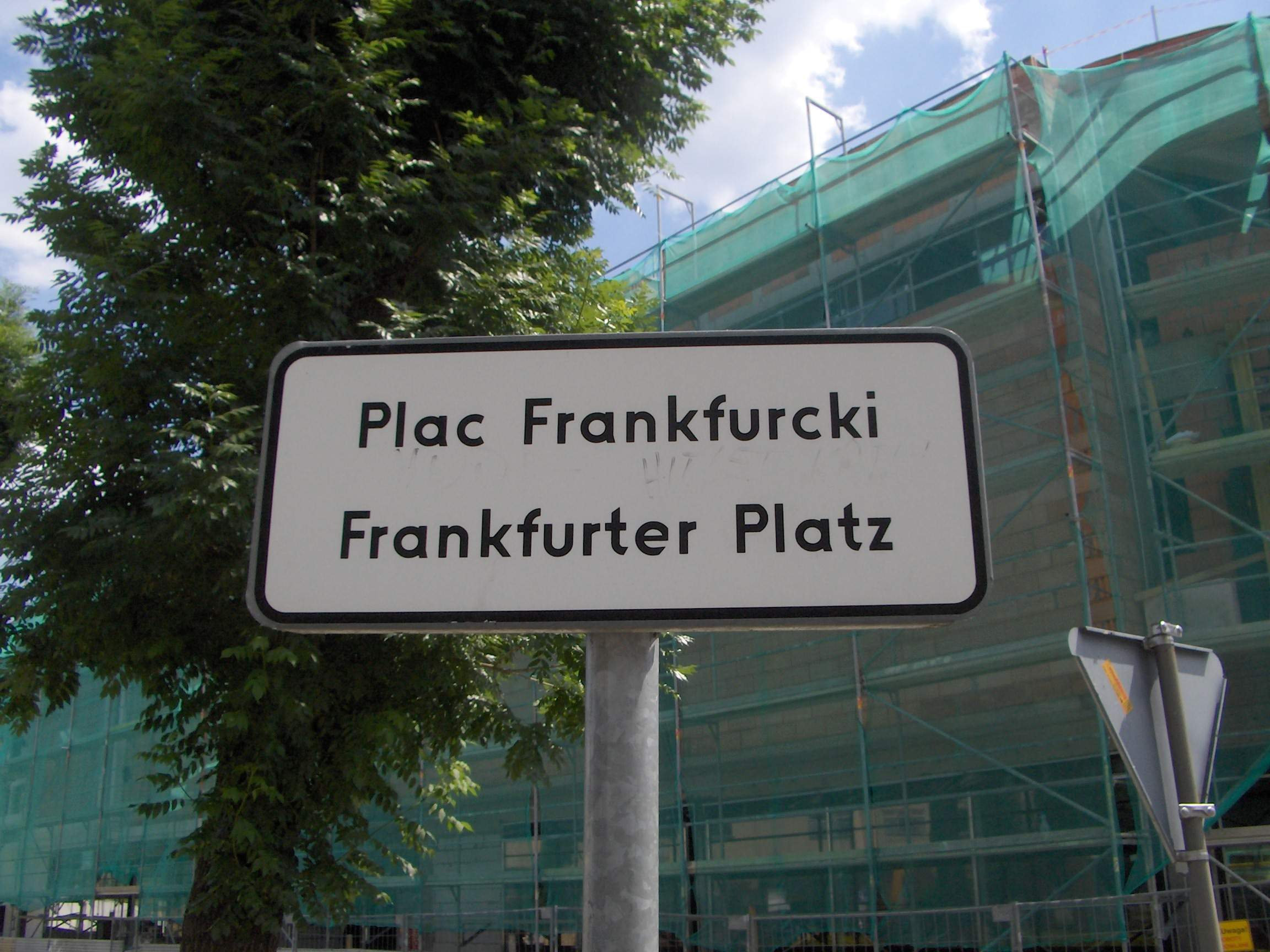
Tabliczka z polską i niemiecką nazwą placu na tle budowy galerii handlowej
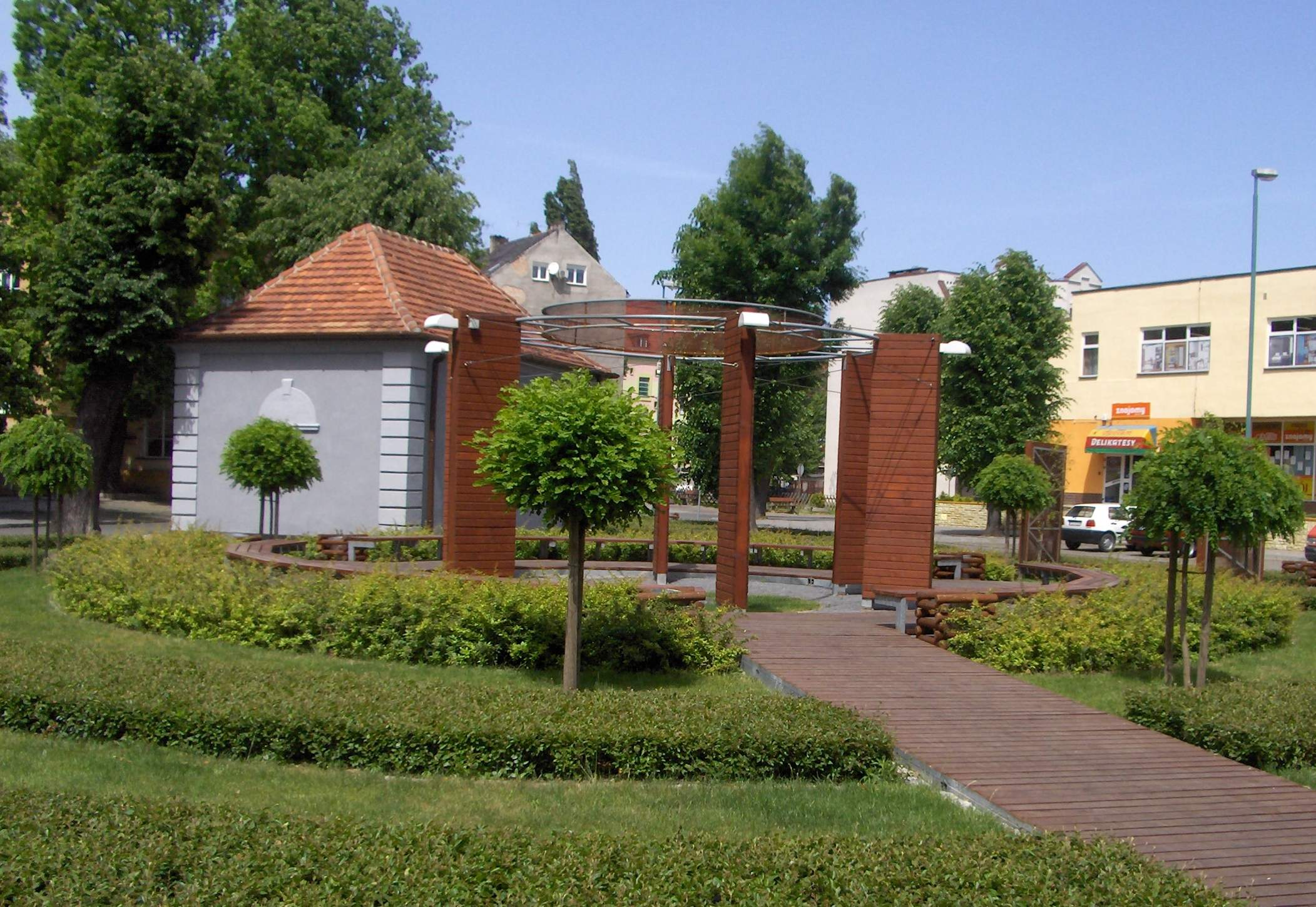
Skwer zieleni na placu
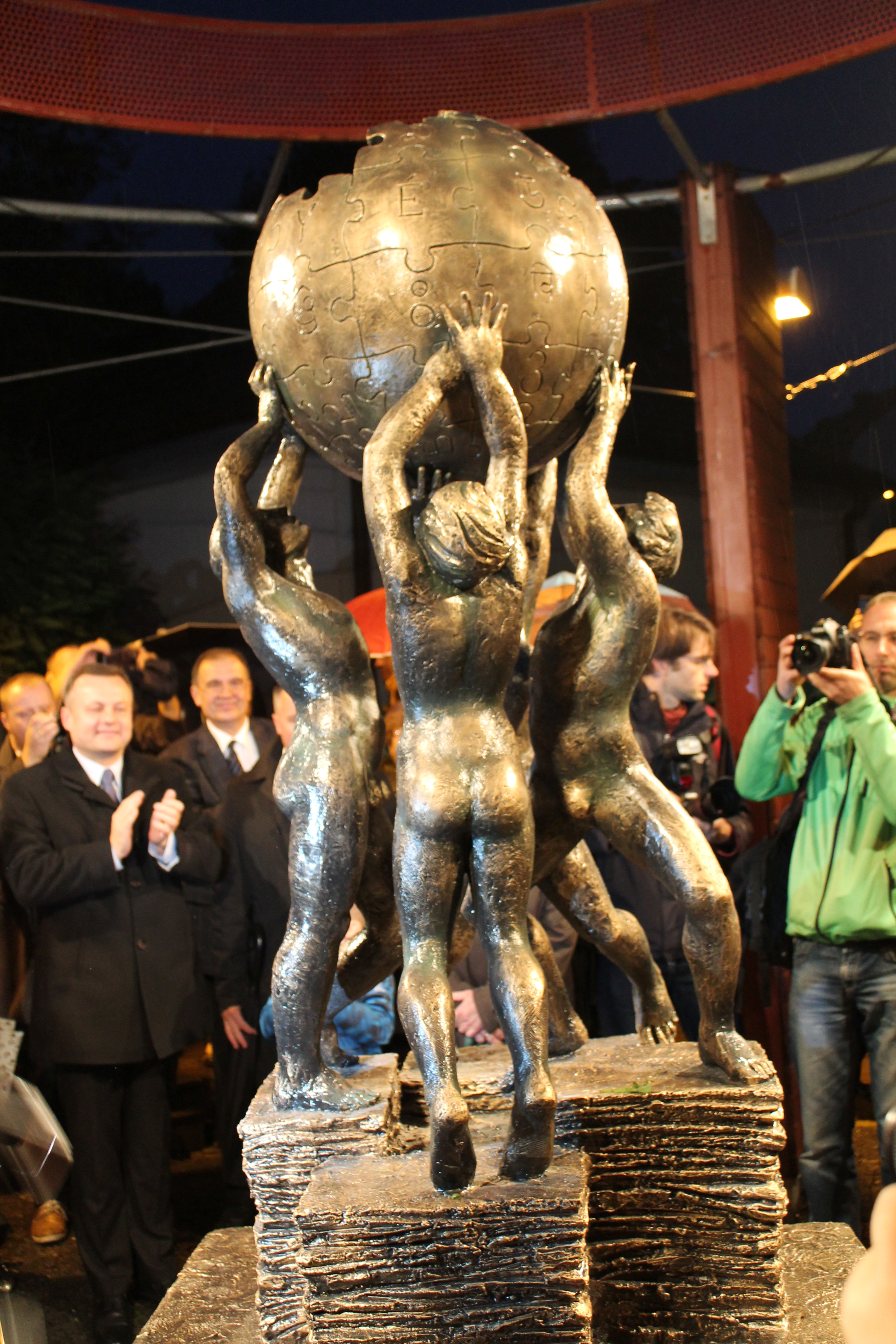
Uroczystość odsłonięcia pomnika Wikipedii 22.10.2014